# آنتوان دو نروز
آنتوان دو نروز (به فرانسوی: Antoine de Nervèze) رمان‌نویس و مترجم قرن شانزدهم میلادی اهل فرانسه است.